# Домен верхнего уровня
Доме́н ве́рхнего (пе́рвого) у́ровня (англ. top-level domain, TLD) — самый высокий уровень в иерархии системы доменных имён (DNS) после корневого домена (англ. root domain). Доменные имена формируются таким образом, что каждый последующий уровень добавляется в начало имени, поэтому домен первого уровня занимает последнюю позицию в имени. Пример: имя «www.wikipedia.org» состоит из разделённых точками доменов трёх уровней: «www» — домен 3-го уровня, «wikipedia» — домен 2-го уровня, «org» — домен верхнего (1-го) уровня.

## Администрирование
Вопросами создания, поддержания и административного управления доменами верхнего уровня первоначально занималась руководимая Джоном Постелом организация IANA (от англ. Internet Assigned Numbers Authority — «Администрация адресного пространства Интернет»), действовавшая на основании контракта с Министерством обороны США. После его смерти эти вопросы были переданы в другую международную организацию ICANN — интернет-корпорацию по присвоению имён и номеров (англ. Internet Corporation for Assigned Names and Numbers), а функции подрядчика перешли к Министерству торговли США.
В настоящее время ICANN обеспечивает поддержку и управление всем адресным пространством DNS в сети Интернет, кроме TLD ограниченного пользования, которые напрямую управляются американскими государственными организациями.
Технически домены верхнего уровня доступны через систему корневых серверов DNS, контролируемую ICANN.
ICANN заявила об открытии свободной регистрации доменов первого уровня для всех интернет-пользователей с 12 января 2012 года.
С 2013 года компания ICANN уже не регистрирует новые доменные зоны, а занимается только администрированием уже ранее зарегистрированных.

## Классификация

### Основные домены
Общие домены верхнего уровня (ранее категории) первоначально состояли из gov, edu, com, mil, org и net. Авторитетный список существующих доменов верхнего уровня в корневой зоне публикуется на веб-сайте IANA по адресу https://www.iana.org/domains/root/db/
- Общие домены верхнего уровня (англ. generic top-level domain — gTLD):
  - Неспонсируемые (основные) домены верхнего уровня.
  - Спонсируемые домены верхнего уровня (sTLD).
  - Домен верхнего уровня для инфраструктуры интернета.
  - Зарезервированные домены верхнего уровня.
  - Псевдо-домены верхнего уровня.
- Национальные домены верхнего уровня (англ. country code top-level domain — ccTLD):
  - 2-буквенный код страны (обычно по стандарту ISO 3166-1, однако некоторые страны имеют иное обозначение, например, «.uk» для Великобритании вместо GB)
  - Домены страны на её языке (интернационализованный домен страны) (англ. IDN ccTLD, с 2009 года; отображаются в приложениях конечного пользователя в их родном языке или алфавите).

### Общеупотребительные псевдодомены
Эти домены не присутствовали в адресном пространстве DNS, но они общеупотребимы при пересылке почты из Интернета в сети с другим способом адресации. Для обработки писем, отправляемых на адреса в этом домене, почтовое программное обеспечение на конкретной машине, через которую отправляется почта, должно быть настроено соответствующим образом.
- .uucp — для гейтования на машины, доступные при помощи UUCP.
- .bitnet — для отправки почты в сеть BITNET.
- .fidonet — для отправки почты в сеть Фидонет. В настоящее время, в связи с изменением общепринятой практики маршрутизации между сетями Интернет и Фидонет, вместо этого псевдодомена обычно используется домен .fidonet.org.
- ряд старых систем также использует домен верхнего уровня .local для адресов, применяемых в пределах одной машины или локальной компьютерной сети. Для адресации текущего компьютера также достаточно часто применяется адрес .localdomain.

### Устаревшие и неиспользуемые домены
- .nato — структуры международной организации НАТО — в настоящее время не используется, по крайней мере, в публично доступной части сети Интернет, откуда был удалён в июле 1996 года.
- .web — домен, выделенный IANA для использования частным коммерческим регистратором Image Online Design. В связи с протестами общественности корневые серверы этого домена так и не были подключены к общей системе DNS. В настоящее время они продолжают функционировать, а на сайте регистратора находится сообщение о том, что он якобы проходит процедуру регистрации этого домена в ICANN.
- .csnet — домен, предназначенный для связи с Computer Science Network — университетской и научной почтовой сетью в США. Перестал использоваться, по всей видимости, после объединения CSNET и BITNET, произошедшего в 1988 году.
- .ddn — домен верхнего уровня, предназначенный для использования в американской оборонной сети Defense Data Network. Был запланирован, но так и не реализован.

### Альтернативные и дополнительные домены верхнего уровня
См. также: Альтернативные корневые серверы DNS
Теоретически кто угодно может установить и начать использовать свои собственные корневые серверы DNS. На практике в Интернете периодически появляются различные группы людей и организации, которые открывают для публичного использования альтернативные корневые серверы DNS. Как правило, эти системы дополняют общепринятый набор доменов некоторым количеством новых доменов первого уровня, иногда дополняют техническую реализацию. Например, до того как DNS была расширена для возможности использовать в доменных именах символы национальных алфавитов, было предпринято несколько попыток создать дополнительные системы DNS с доменными именами, в том числе первого уровня, содержащими символы того или иного национального алфавита, такие как русский домен я.ру. Эти попытки не получили широкого распространения, однако ряд таких проектов продолжает существовать и до сих пор.
Поскольку ICANN традиционно игнорирует альтернативные проекты, собственная деятельность этой организации по выдаче новых доменов верхнего уровня в своё время привела к конфликту вокруг домена .biz, на администрирование которого уже имелись два «исторических претендента». В результате этого ряд альтернативных систем DNS отказался распознавать домены, зарегистрированные в варианте ICANN .biz и полная совместимость их адресного пространства с DNS ICANN была потеряна.
Дополнительные домены верхнего уровня могут использоваться специализированным программным обеспечением, как правило в пределах одного компьютера, для перехвата и последующей обработки части обращений к Интернет. Например, домен .onion используется анонимной сетью Tor для перехвата и последующей маршрутизации обращений к скрытым сервисам этой сети, а домен .i2p -программным обеспечением анонимной сети I2P.

## Предлагаемые домены верхнего уровня
В данный момент[когда?] рассматривается введение новых доменов верхнего уровня. Абсолютно любые организации смогут регистрировать для себя свои собственные домены верхнего уровня, соответствующие различным торговым маркам, ассоциации — названиям отдельных целых отраслей, а власти — посвящать домены городам, регионам и т. п. По мнению экспертов[каких?], собственный домен первого уровня обеспечит безопасность бренда. Домены начали работу в 2013 году.
Человек, видящий интернет-адрес, должен знать язык его написания (на англ. The Internet address should specify its language writing).
Среди первых кандидатов на получение домена первого уровня — города мира, которые объединились в сообщество Dotcities. Туда входят Берлин, Нью-Йорк, Лондон, Вена и другие города мира.
24 августа 2010 года регистратор RU-CENTER выступил с инициативой создания доменов верхнего уровня .MOSCOW и .МОСКВА. 30 сентября 2011 года проект поддержало Правительство Москвы. Домены были делегированы 24 апреля 2014 года, а 1 декабря 2014 года стали доступны для регистрации всем желающим.

## Количество и численность доменов 1-го уровня
| Декабрь 2017 года: | Февраль 2024:      |
| ------------------ | ------------------ |
| gTLD: 1 226        | Количество — 1 591 |

23 января 2025 года:
Самые крупные доменные зоны (по убыванию): .com, .de, .cn, .uk, .net, .org, .info, .ru, .nl, .tk.
- Российских доменов .рф — 760,205 тыс.[11], .ru — 5.826 923 млн[12] и союзных .su — 111,571 тыс. имён[13].

Количество доменных имён в доменах верхнего уровня в 2023 году превысило 359 миллионов имён.